# Dimos Kastoria
Dimos Kastoria (Kastoria) är en kommun i Grekland.   Den ligger i prefekturen Nomós Kastoriás och regionen Västra Makedonien, i den norra delen av landet, 400 km nordväst om huvudstaden Aten. Antalet invånare är 37 094. Dimos Kastoria ligger vid sjön Límni Kastorías.